# Železniční nehoda v Suchdole nad Odrou
Železniční nehoda u Suchdolu nad Odrou je železniční neštěstí, k němuž došlo 26. srpna 1952 v železniční stanici Suchdol nad Odrou na Novojičínsku. Vykolejení plnou rychlostí jedoucího rychlíku zabilo na místě 12 lidí, ze 108 zraněných zemřeli v nemocnici další dva.

## Průběh a příčiny nehody
K nehodě došlo v důsledku selhání zabezpečovacího zařízení, které tak nevarovalo strojvůdce před tím, že rychlík nepojede ve stanici přímým směrem, což vyžaduje výrazné zpomalení. Rychlík proto vjel do odbočky rychlostí cca 100 km/h, vykolejil a převrátil se. Na místě bylo 12 lidí mrtvých a 108 zraněných, po převozu do nemocnice zemřeli další dva.
Dráhy přislíbily všem poškozeným odškodnění, jehož vyplácení se ale kvůli sporům o viníky oddalovalo. Nakonec většina poškozených dostala jen zlomek přiřčeného odškodnění, protože rozhodnutí o něm bylo nakonec vydáno těsně před měnovou reformou 1953 a stalo se tak její obětí.